# 飯富氏
飯富氏（おぶし）は、氏族の一つ。上総国望陀郡飯富庄（現在の千葉県袖ケ浦市飯富）を本貫の地とする。初代は源義家の孫にあたる飯富源太忠宗（源忠宗）とも、その忠宗の孫、源大夫判官季貞（源季貞）、その子の源宗季であったともいう。『尊卑分脈』は源忠宗を初代とする。子孫は、甲斐国、安芸国、若狭国に繁茂した。

## 系譜
源義家－源義忠－源忠宗－源季遠－源季貞－源宗季－……飯富虎昌

### 諸説
飯富氏に関しては諸説がある。その主なものを記す。
- 清和源氏満政流飯富氏

この説は、「源季遠が源満政の子孫である源重時の子である」という誤伝によって起こったものと思われる。正しくは「源季遠が源満政の子孫である源重時の養子となった」である。実子ではないが、養子でもその家を継いだのだからと言われれば、そのとおりである。ただ、重時には実子も多かったことから、養子ではなく猶子であったかもしれない。いずれにしても飯富氏は清和源氏満政流とも縁が深いことはたしかである。
- 甲斐源氏逸見氏族飯富氏1

この説は、宗季が逸見光長の養子となったことが『吾妻鏡』に記載されていることから始まった説で宗季が初代という判断であれば、このとおりである。ただし、この説では甲斐国巨摩郡飯富（いいとみ）郷（現在の山梨県南巨摩郡身延町）を本官の地とする。この部分は反対で、飯富氏が住んだことから飯富郷ができたと考えたほうが無難である。また、逸見光長の養子という表記も現実には上の説と同じく猶子が正しい見方がある。宗季が逸見を名乗った形跡はないことからも立証できる。また、曾祖父が名乗っていた飯富氏を再度、新規に称したとするよりは、曾祖父の号を正式に氏にしたと解釈するほうが無難である。
- 甲斐源氏逸見氏族飯富氏2

この説は、上記の二節とは異なり、飯富氏は、甲斐国巨摩郡飯富郷（現在の山梨県身延町）を本官の地とし、忠宗も宗季も登場しない。甲斐源氏逸見氏の逸見光長の子、源内長能が飯富郷に本拠を構えて飯富氏を称したとする。
- その他の説

同じく清和源氏満快流や多氏は、太、大、意富、飯富、於保とも記され、九州と畿内に系譜を伝える。一族は大和国十市郡に移り、同地の飫富郷に住む。甲斐国、信濃国の飫冨氏は、その一族とされる。

### 結論
清和源氏満政流飯富氏、甲斐源氏逸見氏族飯富氏1を合わせた形が史実とされる。要するに、源忠宗の子、源季遠は満政流の源重時の猶子となった。その季遠の孫の源宗季は逸見光長の猶子になった。宗季は後に、曾祖父の「号」であった飯富を正式に氏として名乗った。
しかし、後世になって、主君武田氏との結縁を望んだ子孫は、武田氏の一族である逸見氏の血族を称することで、武田家の中で優位な位置を占めようとして、逸見氏の子孫であるように系譜を改正したという。

## 甲斐国の飯富氏
戦国時代には甲斐武田氏の家臣として飯富氏が登場する。甲斐守護・武田信虎の家臣に飯富道悦がおり、『勝山記』によれば永正12年（1519年）10月17日に信虎が西郡の国人・大井信達を攻めた際に子息とみられる「源四郎」とともに戦死したという。飯富源四郎は信虎・晴信（信玄）期の譜代家老である飯富虎昌・山県昌景の父親にあたると考えられている。
飯富虎昌は栗原氏ら甲斐の有力国人今井氏とともに武田信虎に対向したが、享禄4年（1531年）の合戦で敗退し、信虎に服従した。虎昌は武田氏に臣従し信虎・晴信（信玄）期の譜代家老衆となり、信濃侵攻・川中島の戦いで活躍する。また、虎昌は晴信の嫡男である義信の傅役を務める。虎昌は永禄8年（1565年）10月に武田家中における義信事件に連座して切腹している（高野山成慶院『甲斐国供養帳』）。
虎昌の弟である山県昌景は山県氏の名蹟を継ぎ、信玄・勝頼期の譜代家老として存在している。虎昌の子息とされる人物に飯富稲蔵がおり、『高白斎記』によれば天文20年（1551年）11月22日に村上義清方の坂木番手衆の東条某を討ち取ったという。永禄2年（1559年）の相模国後北条氏の分限帳『小田原衆所領役帳』には他国衆として武田家臣である小山田氏や向山氏とともに「飯富左京亮」の名が記されている。飯富左京亮は稲蔵の後身であると考えられており、後北条氏との取次を務めていることが確認される。
その他の飯富一族は義信事件を契機に史料上からは見られない。

## 著名な飯富氏
- 飯富虎昌
- 飯富昌景（後の山県昌景）

## 関連人物
- 源義家
- 源義忠
- 源忠宗（飯富源太）
- 源季遠
- 源季貞（大夫判官）
- 源宗季（飯富宗長）
- 逸見光長
- 飯富虎昌
- 山県昌景